# 常在你左右
《常在你左右》是一部港產恐怖懸疑驚悚電影，邱禮濤執導，並由古天樂、張智霖、林家棟、佘詩曼及蔡卓妍領銜主演。2017年1月開機拍攝，2月底全片煞科，同年10月26日在香港上映，10月27日在中國大陸上映，11月17日在台灣上映。作為《陰陽路》推出20周年紀念的精神續作，故事讲述了一场诡异的车祸牵连一众本来互不相干的人之间的故事。
本片亮相第20届上海国际电影节开幕式红氈，主演演員包括張智霖、佘詩曼、蔡卓妍、林雪及雨僑在6月17日亮相。
香港上映的粵語原版是未刪節版本，中國大陸上映的普通話版和粵語版本因應大陸電影審查情節和台詞都進行了刪減。

## 劇情簡介
罹患不治之症之的士司機David（張智霖飾），因醉駕失控衝向隔鄰行車線，David的車和跟迎頭車後的一輛車迎頭相撞，司機Patrick（林德信飾）無辜慘死。休班警員Sam（古天樂飾）和妻子阿思（佘詩曼飾）於兩車相撞前及時扭軚，避過一劫。同時，失戀尋死的小紅（雨僑飾）從天台一躍而下，恰巧墮到Patrick的車頂。此時，新晉歌手Jamie（李靜儀飾）與舅父（林雪飾）駕車經過，好奇探頭查看時，遭重型貨車撞死。
負責處理小紅屍體的仵工志強（林家棟飾），因想還清賭債而偷走了小紅陪葬的龍鳳鐲，卻一直不能將其變賣。Patrick未婚妻雨欣（蔡卓妍飾），為完成未婚夫的遺願經營度假屋，度假屋卻接連發生怪事，David為了贖罪而前去幫忙。Jamie的黑膠唱片被扔掉後仍不斷重新出現到Sam和阿思的家中... 涉及車禍的人無不遇怪事......

## 演員表

### 主要角色
| 演員   | 角色          | 簡介 |
| 古天樂 | 警員Sam       | 阿思的丈夫 于车祸中被Jamie的上半身击中而失去平衡跌倒后被钉插中头部致死                                                                                  |
| 張智霖 | 的士司機David | 于车祸中无心害死Patrick,車禍後感內疚而盡力帮助謝雨欣 于周志强死后肢解其尸体                                                                             |
| 林家棟 | 周志強        | 仵工/盗墓者 偷了死者小紅的龍鳳鐲而被小红的鬼魂缠着,后因为将龙凤鐲归还给小红后没事 最后因为欠债无法还而在谢雨欣的度假屋开煤气自杀身亡，后被David肢解弃尸 |
| 佘詩曼 | 阿思          | 警員 Sam的妻子 避过车祸的人 買了黑膠唱片而遇鬼 最后因为老公去了投胎而变得疯癫                                                                           |
| 蔡卓妍 | 謝雨欣        | 護士 車禍死者Patrick之未婚妻 按Patrick遺願經營度假屋 后因为三番四次有人在度假屋自杀而患有情绪病，后康复                                                 |

### 其他角色
| 演員   | 角色           | 簡介                                                                             |
| 羅蘭   | 龍婆／Sam 姑妈 | 靈媒 知道阿Sam已死的事实                                                         |
| 林雪   | 二手店老闆     | 黑膠唱片擁有人，新晉歌手Jamie的舅父                                              |
| 苑瓊丹 | 二手店老闆娘   |                                                                                  |
| 林德信 | Patrick        | 谢雨欣之未婚夫，后因车祸而伤重身亡                                               |
| 雨僑   | 小紅           | 跳樓壓中Patrick車而死                                                            |
| 李靜儀 | Jamie/靜文     | 新晉歌手，車禍中死去                                                             |
| 江美儀 | 江醫生         | 阿思的醫生                                                                       |
| 張達明 | Sam家管理員    |                                                                                  |
| 陳佩思 | 陳小姐         | 度假屋之前屋主，后因为整容失败及被丈夫抛弃而割脉自杀身亡                         |
| 關宝慧 | 整容醫生       | 陳小姐之整容醫生，替陈小姐整容后面部浮肿毀容，导致陈小姐被丈夫抛弃而割脉自杀身亡 |
| 楊偲泳 | 女學生         | 19歲名校生，因學業壓力，在度假屋302號房自殺，被救後到別處自殺                    |
| 何華超 | 超Sir          | 警員                                                                             |
| 李麗玲 | Nancy          | Peter之小三，在度假屋302號房迷暈Peter後自殺，雙雙死掉                            |
| 周祉君 | Peter          | 后被Nancy迷晕后自杀身亡                                                          |
| 李凱賢 | 鬼差           |                                                                                  |
| 陳偉雄 | 鬼差           |                                                                                  |
| 黃文慧 | 小紅媽         |                                                                                  |
| 火火   | 鬼屋探險青年   |                                                                                  |
| 徐智勇 | 鬼屋探險青年   |                                                                                  |

## 製作

### 影片宗旨
《常在你左右》是導演邱礼涛携“阴阳路”電影系列的最後一部，影片加入了大量后期制作特效，提升了豪华3D视觉体验的同时，也大大提升了情节、画面的紧张刺激感和华丽视觉效果。除了对特效的不断打磨外，電影更注重对故事情节的斟酌思考。影片在充满悬疑气息的剧情上更添加了阴森诡谲的惊悚元素，骇人听闻的凶杀命案持续升级，险象环生、扑朔迷离的事件不断发生，使剧中的紧张、惊险程度直线攀升。此外，导演邱礼涛亦更注重表达影片的精神主旨，整部电影始于悬疑，但不止悬疑，更使用多线式叙事的表达手法将三个相对独立的悬疑故事融为一体，将故事核心娓娓道来。让人心惊胆战的同时，又统一所指，反观善恶人心。

### 演員陣容
本片在2017年1月正式開機拍攝，2017年1月22日在香港舉行開鏡拜神儀式，導演邱礼涛攜同片中主要演員包括古天乐、張智霖、佘詩曼與蔡卓妍等悉數出席，並大談戲中角色及分享拍攝感受。古天乐與佘诗曼在片中搭档演出夫妇，並會遇上一連串的靈異事件，古仔更笑説與阿佘演恩爱夫妻就已经够恐怖了，至於首次接拍恐怖题材电影的阿佘則表示有新鮮感，在拍攝時不太害怕，反之最恐怖就是看剧本的時候，亦有做功課睇吓恐怖片點做驚樣表情，不過笑説最後卻因太驚而熄機。至於张智霖透露在片中的角色會扮演變態殺手，自己亦是首次接拍这类型的角色，並表示为了入戏，在拍戏的时候不会化妆，反而会加深黑眼圈和眼睛内的红筋製造出惊悚效果，而饰演绝望者的蔡卓妍则笑着表示自己在戏中的未婚夫给chilam撞死，很可怜，所以很绝望，但他想要带给我希望，不过他在戏裹面又很变态，但阿Sa卻表示拍攝過程充满欢乐，並爆料説chilam常常在片场向她做媒。
此外，本片是古天乐與佘詩曼繼電影《衝上雲霄》、《使徒行者》後第三度合作，而張智霖與蔡卓妍是首次在電影上合作。另外，兩位男主角古天乐與張智霖繼電影《衝上雲霄》、《S風暴》後第三度合作，而兩位女主角佘詩曼與蔡卓妍则是首次在電影上合作的作品。

## 發行
2017年8月23日，片方正式宣佈定档于10月27日重磅登录内地大银幕，並发布定档预告片。短短30秒的剧情画面在恰到好处的快速剪辑之下更显鬼魅，而一同发布的定档海报结合了万圣节与片中角色双重元素，除了营造影片的恐怖气质外，更将万圣节的全民狂欢提前带入高潮。2017年9月21日，片方再发布超长试胆预告片，对影片剧情及人物关系进行了更深一步的揭露，丧气十足的故事片段大大满足了“阴阳路”粉丝的期待。与预告片一同曝光的还有影片终极海报，手绘结合人物实拍的创作方式，加之红绿蓝紫渐变的诡异色调，让海报中的五位主演似被鬼火缠绕。2017年10月26日，片方最終发布终极版预告片。

## 宣傳
| 出席時間       | 地點     | 活動                           | 出席演員                                                 |
| -------------- | -------- | ------------------------------ | -------------------------------------------------------- |
| 2017年6月17日  | 中国上海 | 第20屆上海国际电影节开幕式紅毯 | 佘詩曼、蔡卓妍、古天樂、張智霖、林家棟、林雪及雨僑       |
| 2017年6月18日  | 中国上海 | 定档发布会                     | 佘詩曼、蔡卓妍、張智霖、林雪、雨僑及導演邱礼涛           |
| 2017年10月19日 | 香港     | 首映禮                         | 古天樂、張智霖、羅蘭、雨僑、李靜儀、林德信等及監製唐文康 |
| 2017年10月25日 | 中国广州 | 映后見面會                     | 佘詩曼、蔡卓妍、張智霖、林家棟、林雪及苑琼丹             |
| 2017年10月26日 | 中国中山 | 映后見面會                     | 佘詩曼及林家棟                                           |
| 2017年10月26日 | 中国佛山 | 映后見面會                     | 蔡卓妍及張智霖                                           |
| 2017年10月27日 | 中国深圳 | 映后見面會                     | 張智霖、蔡卓妍、佘詩曼及監製唐文康                       |
| 2017年10月28日 | 中国珠海 | 映后見面會                     | 佘詩曼及林雪                                             |

## 评价
| “               | 《常在你左右》是《陰陽路》系列20周年紀念作，也剛好是該系列的第20部。該片監製南燕、導演邱禮濤及演員古天樂，三人均曾經參與首部《陰陽路》，也是後來多部作品的常客，所以由他們來拍紀念作，是名正言順。 《陰陽路》系列見證香港電影二十年來的盛衰，它發揮了低成本的本土電影特色，由於內地電檢制度規定電影不能有「鬼」出現的情節，所以合拍的鬼片存在先天矛盾：講鬼，卻不能真的「有鬼」，鬼片無鬼，像王晶近年的合拍賭片不准賭博，只能為慈善一樣荒謬。 製作人往往在結尾交代鬧鬼劇情是主角的夢境或幻覺，便含混過去，觀眾明白制度的要求及運作，其實不用太深究結局的「無鬼免責聲明」。《常在你左右》擺明是部鬼片，最後聲稱疑是女主角阿思(佘詩曼)思覺失調的幻覺——編劇及導演邱禮濤就這樣提醒觀眾。 《常》的故事也是尋常的鬼故事，嚴格來說它有4條支線，導演讓角色穿插及以一宗死亡交通意外把角色連繫一起。 | ” |
| ——葉七城- am730 | |   |

| “            | 《常在你左右》作為《陰陽路》系列二十週年的作品，在一定程度上保留了該系列的影子。當中最明顯的要算是其配樂特色。雖然電影由多個故事組成，但是在表達上卻用上了串連的方法，取代個往系列較偏向各故事獨立成篇。與此同時，整個系列在驚嚇的元素之餘在人情的部份亦有著相當的篇幅，從Sam與思的夫妻感情、雨欣思念未婚夫之情，以至林雪及苑瓊丹思念的親情。誠然，驚嚇的效果其實不算濃烈，反而在情感上雖然在多個故事組合下，仍算看到其脈胳所在。電影裡同時有著其他元素，從小肥嘗試渡假屋探鬼，以至名校學生面對考試壓力等，但篇幅所限只能略提。作為低成本驚慄系列而言，《常在你左右》仍展現導演邱禮濤的靈活手法，令各演員放到恰當的位置。 | ” |
| ——講。鏟。片 | |   |

## 奬項及提名
| 年度   | 颁奖典礼                   | 奖项           | 姓名           | 结果 |
| ------ | -------------------------- | -------------- | -------------- | ---- |
| 2018年 | 第24屆香港電影評論學會大獎 | 最佳編劇       | 邱禮濤         | 提名 |
| 2018年 | 第24屆香港電影評論學會大獎 | 推薦電影       | 《常在你左右》 | 獲獎 |
| 2018年 | 微博之星2017               | 微博給力電影   | 《常在你左右》 | 提名 |
| 2018年 | 微博之星2017               | 微博給力男主角 | 張智霖         | 提名 |